# 데포르테스 톨리마

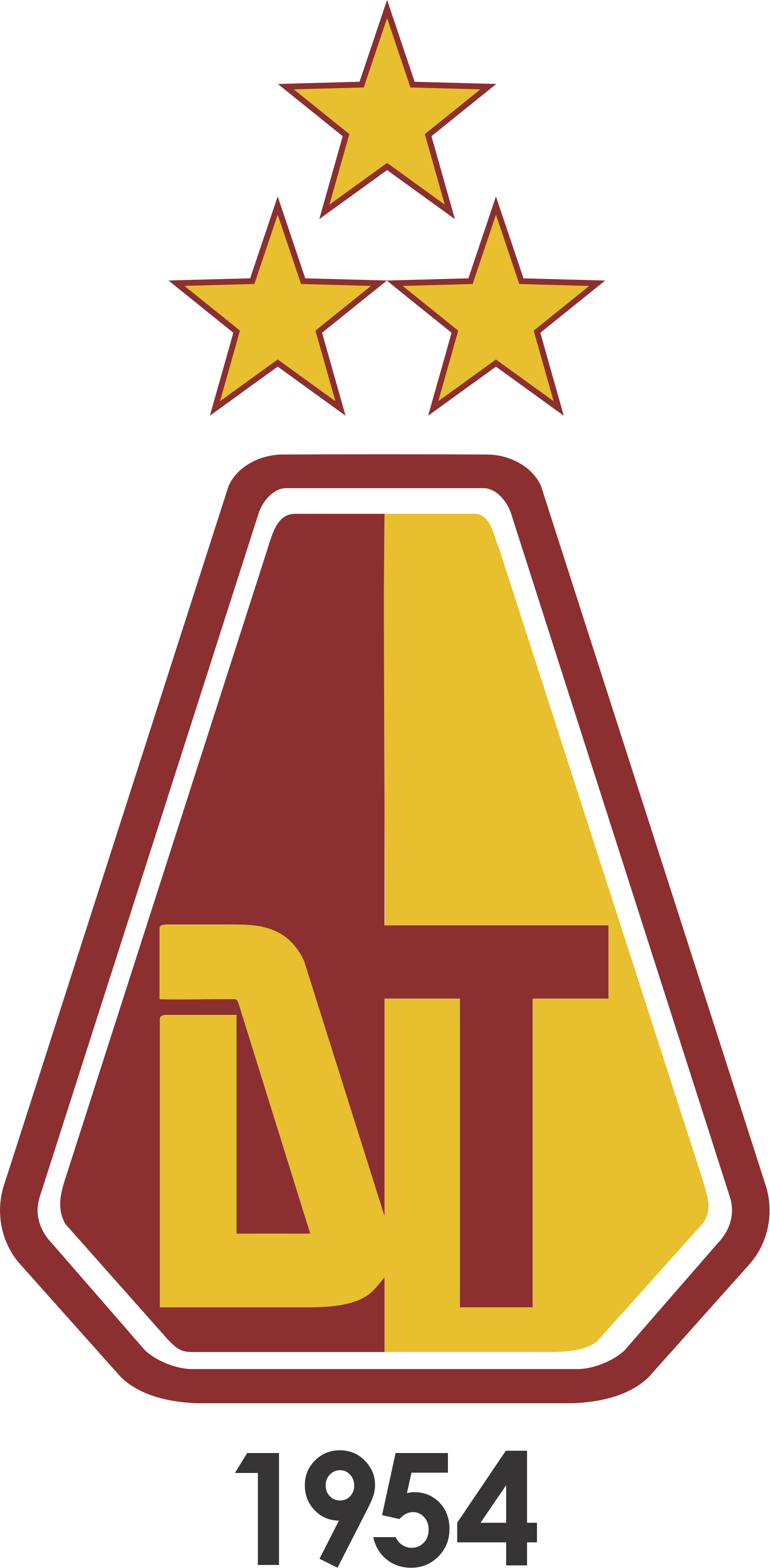

데포르테스 톨리마(Deportes Tolima)은 콜롬비아에 위치한 이바게를 연고로 하는 축구팀이다. 이 팀은 1954년에 창단하였다.

## 선수 명단

### 현역
참고: FIFA 자격 규정에 따라 소속된 국가대표팀 국기를 표시합니다. 선수는 복수의 FIFA 비회원국 국적을 가지고 있을 수 있습니다.
| 번호 | 포지션 | 국적     | 이름                  |
| ---- | ------ | -------- | --------------------- |
| 11   | FW     |          | 곤살로 렌시나         |
| 22   | GK     | 우루과이 | 크리스토퍼 피에르마린 |
| 27   | FW     | 파라과이 | 구스타보 라미레즈     |
| 35   | GK     |          | 네투 볼피             |

| 번호 | 포지션 | 국적 | 이름 |
| ---- | ------ | ---- | ---- |

## 역대 감독
| 감독                     | 임기 |
| ------------------------ | ---- |
| 루이스 페르난도 수아레스 | 2001 |